# Bruno e Marrone
Bruno e Marrone (aussi stylisé Bruno & Marrone) est un groupe brésilien de rock, originaire de Goiânia, Goiás. Faisant partie de la génération romantique de la musique country, Bruno et Marrone commencent leur carrière dans les années 1980. Leur premier album sort en 1994, mais le duo atteint la notoriété nationale 15 ans après la sortie de l'album Acústico (2001). Avec des morceaux tels que Dormi na Praça et Vida Vazia, le duo gagne en popularité grâce à un son plus acoustique que celui de ses pairs et en fusionnant des genres tels que le pop rock, le pagode, le rock et le forró. En conséquence, le duo sort plusieurs projets en studio et en concert, dont Sonhos, Planos, Fantasias (2002), Inevitável (2003) et Meu Presente É Você (2005).
Au début des années 2010, dans le but de rajeunir leur son et leur popularité auprès de la génération universitaire du sertanejo, Bruno e Marrone entament un partenariat avec Dudu Borges, qui est chargé de produire l'album Juras de Amor (2011). Depuis, le duo travaille plus fréquemment sur des enregistrements live inédits, tels que Pela Porta da Frente (2012), Ensaio (2017) et Studio Bar (2019). Durant cette période, le duo sort des chansons qui sont des succès à la radio brésilienne, comme Vidro Fumê, Na Conta da Loucura et Surto de Amor.

## Histoire

### Débuts (1986-1997)
Bruno travaille dans la pharmacie de son père, et a toujours rêvé d'être chanteur. Peu après avoir rencontré Leandro et Leonardo, mécaniciens chez Lubricenter, il explique chercher quelqu'un pour former un duo avec lui. C'est alors que Leonardo, lors d'un concert, lui présente Marrone et que les deux sympathisent immédiatement. Dans un premier temps, ils répètent un répertoire et commencent à jouer dans des bars et sur des stands d'exposition de bétail à Goiânia. En 1985, ils consolident leur statut de duo.
Dans les années 1990, ils gagnent en notoriété dans les États de Goiás, Minas Gerais, Mato Grosso, Mato Grosso do Sul et dans le district fédéral. Le duo joue dans des bars pendant près de 10 ans jusqu'à ce qu'ils enregistrent leur premier LP en 1993, produit par Felipe, du duo Felipe e Falcão, qui comprenait des chansons telles que Dormi na Praça, É Nisso Que Dá (une samba) et Como Ficar Sem Você.

### Succès national (1999-2009)
En 1999, Bruno et Marrone accordent une interview au journaliste Marcos Maracanã sur la radio Líder FM à Uberlândia. L'intégralité de l'interview est enregistrée par un auditeur et vendue sur des supports pirates. À partir de ce moment, le duo entre dans les hit-parades. À la même époque, le morceau Vida Vazia atteint la huitième place du classement des morceaux les plus joués au Brésil. Mais c'est en 2001, avec la sortie du CD-DVD Acústico Ao Vivo — qui devient le best-seller de l'année avec plus de 1 500 000 exemplaires — que le duo devient une révélation sur l'industrie musicale dans les grandes métropoles. À partir de ce moment-là, le duo Bruno e Marrone est connu au niveau national,.
Le duo sort ensuite Sonhos, Planos, Fantasias (2002), Inevitável (2003) et Meu Presente É Você (2005). Après cela, le duo sort l'album Ao Vivo em Goiânia (2006), pour célébrer son 20e anniversaire, et est nommé pour un Grammy en 2007. Après cela, le duo continue à travailler sur des albums live, tels que Acústico II (2007) et De Volta aos Bares (2009), composés de réenregistrements.

### Retour (depuis 2009)
Au début des années 2010, Bruno e Marrone sortent Sonhando, un projet qui n'a pas eu le même succès commercial que ses prédécesseurs. Au cours de la même période, le duo approche Dudu Borges, qui avait gagné en popularité en produisant Jorge e Mateus, pour produire Juras de Amor, sorti en 2011. Avec le producteur, le duo sort Vidro Fumê en 2012, qui fait partie de l'album Pela Porta da Frente. Sur cet album, Michel Teló, Jorge e Mateus et George Henrique e Rodrigo font des apparitions spéciales.
Toujours en 2011, Marrone est victime d'un accident d'hélicoptère, ce qui l'oblige à s'absenter de la scène pendant un certain temps, prétextant qu'il avait besoin d'un traitement thérapeutique. Pendant cette période, Bruno représente le duo lors de concerts. En 2014, le duo sort le vingtième album et le septième DVD de sa carrière, Agora ao Vivo, composé de réenregistrements de succès nationaux. Le concert d'enregistrement a lieu le 17 avril 2014 à l'Espaço das Américas à São Paulo, là même où son prédécesseur avait été enregistré, ce qui est la dernière œuvre du duo avec le label Sony. En 2015, le duo organise une tournée commune avec Chitãozinho e Xororó. Sous la production de Dudu, l'album Clássico sort en 2016, qui rassemble les succès des deux duos. 
En 2017, le duo publie un projet inédit intitulé Ensaio, qui comprend des morceaux tels que Na Conta da Loucura et Beijo de Varanda. Il s'agit du premier album du duo pour Universal Music Brasil et du premier produit par Eduardo Pepato. En 2019, le duo conserve le format et sort Studio Bar, qui gagne en popularité grâce aux morceaux Show de Recaída et Surto de Amor, cette dernière mettant en vedette le duo Jorge e Mateus et produite par Junior Melo.
En 2021, le duo lance indépendamment le projet Exatamente Agora. Caractérisé par le retour de Bruno en tant qu'auteur-compositeur, l'album est enregistré en direct en studio et rassemble des morceaux tels que Não Recomendo, Coração de Isca, Desbloqueia et Último Beijo, ce dernier avec Wesley Safadão. En 2022, le duo annonce une tournée commune avec Leonardo, appelée Cabaré, qui sillonne les villes du Brésil les années suivantes. À la même époque, Bruno e Marrone commencent à travailler sur un projet rétrospectif de leur carrière, intitulé Revivem Sua História. Le concert pour l'enregistrer a lieu à Belo Horizonte en 2022, et il sort progressivement en 2023.
Le 11 novembre 2023, le duo termine l'année par un dernier concert dans la ville de São Paulo. Toujours à la fin de l'année 2023, Bruno e Marrone donnent une série de concerts à travers le Brésil, notamment au Sambódromo do Anhembi le 19 août 2023. 

## Discographie

### Albums studio
- 1994 : Bruno e Marrone Vol. 1
- 1995 : Bruno e Marrone Vol. 2
- 1997 : Acorrentado em Você
- 1998 : Viagem
- 1999 : Cilada de Amor
- 2000 : Paixão Demais
- 2000 : Acústico Bruno e Marrone
- 2001 : Acústico ao Vivo
- 2002 : Minha Vida, Minha Música
- 2002 : Sonhos, Planos, Fantasias
- 2003 : Inevitável
- 2004 : Bruno e Marrone ao Vivo
- 2005 : Meu Presente É Você
- 2006 : Ao Vivo em Goiânia
- 2007 : Acústico II
- 2009 : De Volta aos Bares
- 2010 : Sonhando
- 2011 : Juras de Amor
- 2012 : Pela Porta da Frente
- 2014 : Agora
- 2017 : Ensaio
- 2019 : La Pelicula
- 2019 : Studio Bar
- 2021 : Exatamente Agora
- 2023 : Revivem Sua História - Ao Vivo em Belo Horizonte

## Distinctions
| Année | Prix                | Catégorie                                          | Nommé                    | Résultat   |
| ----- | ------------------- | -------------------------------------------------- | ------------------------ | ---------- |
| 2002  | Grammy Latino       | Premier DVD dans l'histoire du sertanejo au Brésil | Acústico ao Vivo         | Lauréat    |
| 2002  | Domingão do Faustão | Meilleur de l'an                                   | Bruno e Marrone          | Lauréat    |
| 2002  | Grammy Latino       | Meilleur album de sertanejo de 2002                | Minha Vida, Minha Música | Nomination |
| 2003  | Domingão do Faustão | Meilleur de l'an                                   | Bruno e Marrone          | Lauréat    |
| 2004  | Domingão do Faustão | Meilleur de l'an                                   | Bruno e Marrone          | Lauréat    |
| 2007  | Grammy Latino       | Meilleur album romantique de 2007                  | Ao Vivo em Goiânia       | Nomination |
| 2009  | Grammy Latino       | Meilleur album de sertanejo de 2009                | De Volta aos Bares       | Nomination |